# Asmaa Lamnawar
Asma Lmnawar (aussi orthographié Asmaa ou Asmae Lamnawar ; en arabe : أسما المنور) est une chanteuse marocaine née le 25 juillet 1978 à Casablanca.

## Biographie
Née en juillet 1978 à Casablanca, Asma Lmnawar développe une passion pour la musique et le chant. Elle a sa première expérience avec le public à quinze ans dans l'émission musicale Noujoum El Ghad (« Les stars de demain »),, dans lequel elle chante un titre de Oum Kalthoum. À seize ans, elle prend part au festival de musique arabe « Angham » durant lequel elle interprète des génériques de séries marocaines et des bandes originales pour des films et des téléfilms. Elle intègre par la suite la troupe « Oriental Mood », un groupe de musiciens du monde fondé en 1992. Mais elle est encore lycéenne et doit aussi se consacrer à ses études et à sa formation, explique-t-elle.
Et c'est quelques années plus tard, en Égypte qu'elle se fait à nouveau remarquer lors de ses prestations. Les critiques s'accordent alors pour dire qu’elle fait partie des chanteuses arabes les plus prometteuses de sa génération. Elle est invitée à rejoindre l'Opéra du Caire pour lequel elle revisite quelques grands classiques égyptiens. Elle participe également à divers festivals à travers le monde arabe, reprenant des titres égyptiens, marocains, libanais, libyens et khaleejis.
C'est en partie grâce à la musique du Golfe que Lamnawar fait sa véritable entrée dans la scène musicale arabe. Elle signe un contrat avec le label saoudien Fonoun El Jazira qui lui fait sortir son premier album Wa Nari en 2002,,. Elle y chante des titres composés par des musiciens saoudiens et koweïtiens renommés, dont une composition de Talal Maddah et de Khaled Bin Fahd. Elle tourne son premier clip, le single Wa Nari qui a donné son nom à l'album. Elle chante également une chanson qui mélange le dialecte du golfe au dialecte marocain, Bass Layla.
Alors que sa notoriété est jusque là principalement concentrée sur les pays du Golfe, elle est soudain découverte dans le reste du monde arabe en 2004 lors de sa collaboration avec le chanteur irakien Kadhem Saher qui interprète avec elle Ashko Ayam. La chanson, écrite en arabe classique, est un succès. L'année suivante, elle sort son deuxième album Shay Aadi, toujours avec le même label. La même année, elle chante le duo Kahal El Dhalm avec le saoudien Abu Bakr Salem et participe au Festival des musiques sacrées du monde de Fès avec un programme réalisé par Said Chraibi. Elle y chante des chansons andalouses et soufies. Pour l’occasion, Asmaa est accompagnée de l’Orchestre et du chœur de la communauté de Madrid.
En 2008, elle signe avec la maison de production Rotana Records qui lui permet de sortir son troisième album, Men Hena El Bokra. Dans cet album, elle collabore avec de grands compositeurs égyptiens. Bien que l'album soit presque entièrement en arabe égyptien, elle y insère également une reprise de la chanson algérienne Wahrane, écrite et composée par Ahmed Wahby. La chanson, traitant de l'exil, fut un succès dans le monde arabe, en particulier dans les pays du Maghreb. Cela vaut à Lamnawar de participer au Festival international de Carthage. C'est lors de la préparation de cet album qu'elle rencontre son mari, l'arrangeur tunisien Issam Shrayti.
En 2009, Lamnawar sort deux duos : une reprise de la chanson tunisienne Khayna avec Rashed El Maged, puis un second duo avec Kadhem Saher sur la chanson classique El Mahkama. La chanson, tournée en vidéo clip, est un gros succès dans le monde arabe, en particulier au Maroc. Elle participe alors à plusieurs festivals marocains et dans le monde arabe et est de plus en plus présentes dans les talk-shows orientaux et maghrebins.
En 2010, elle sort son quatrième album intitulé Rouh, toujours avec Rotana Records. Son album est composée de treize chansons khaleejis et deux chansons marocaines. Elle y collabore avec son mari ainsi qu'avec des poètes du golfe comme le prince Turkey Ben Abdelrahman, Faisal El Seideiri, Saud Ben Mohammed El Abdallah ou encore Hussain El Mehdar. Pour la première fois, elle écrit elle-même les paroles d'une de ses chansons façon gospel en arabe marocain : J'en ai marre, dont le titre est un clin d’œil à la diva Najat Aatabou et qui traite de l'exil en terre étrangère. Sa deuxième chanson marocaine, Aji Daba, est plus rythmique et est écrite par Hoda Saad. En 2011, elle se produit à nouveau avec Kadhem Saher, à Rabat cette fois, au festival Mawazine.
En 2013, elle sort un single intitulé Safi. En 2017, elle participe à nouveau au festival Mawazine, le festival de musique marocaine de Rabat, s'imposant comme une tête d'affiche de cette musique.
En 2020, elle est mentionnée par le magazine Forbes dans les 100 personnalités les plus célèbres, sur la région du Moyen-Orient et de l’Afrique du Nord.

### Vie privée
En 2008, Asmaa Lamnawar rencontre son mari, le compositeur tunisien Issam Chraiti, lors de la préparation de son album Men Hena El Bokra. Ils divorcent en 2013, après avoir eu un garçon nommé Adam.
En juillet 2019, Asmaa transmet sa nationalité marocaine à son fils.

## Clips musicaux
| Titre                         | Année | Album              | Dialecte de la chanson | Paroles                          | Compositeur       | Réalisateur      |
| ----------------------------- | ----- | ------------------ | ---------------------- | -------------------------------- | ----------------- | ---------------- |
| Wa Nari                       | 2002  | Wa Nari            | dialecte du Golfe      | Ahmed El Sherkawi                | Youssef El Mehana | Waleed Mahmoud   |
| Shay Aadi                     | 2005  | Shay Aadi          | dialecte du Golfe      | El Nadim                         | Youssef El Mehana | Samah Abdelaziz  |
| Hassal We Aseebak Le Dameerak | 2008  | Men Hna El Bukra   | dialecte égyptien      | Mohammed Rahim                   | Mohammed Mostafa  | Walid Nassif     |
| El Mahkama avec Kadhem Saher  | 2009  | Rassam Bel Kalimat | arabe classique        | Karim El Iraqi                   | Kadhem Saher      | Hussain Du'aibes |
| Wayl                          | 2011  | Rouh               | dialecte du Golfe      | Saoud Ben Mohammed El Abdallah   | Sahm              | Mohammed Gomaa   |
| J'En Ai Marre                 | 2012  | Rouh               | dialecte marocain      | Asmaa Lamnawar                   | Mounir Hamoudi    | Mohammed Gomaa   |
| Eshabak                       | 2012  | Rouh               | dialecte du Golfe      | Faisal El Sediri                 | Sahm              | Mohammed Gomaa   |
| Hakawa                        | 2015  | Single             | dialecte Marocain      | Asma Lamnawar                    | Jalal El Hamdaoui | Mohammed fekrane |
| Machi Roujola                 | 2016  | Single             | dialecte Marocain      | Samir El Moujari                 | Jalal El Hamdaoui | Abdellah Irak    |
| Andou Zine                    | 2017  | Sabiya             | Dialecte Marocain      | Samir El Moujari + (Art de Aita) | Mehdi Mouzine     | Amir Rouani      |
| We9tach - Bnat l3assas        | 2021  | Single             | dialecte Marocain      | Mohamed Amir                     | Mohamed Farissi   | Badr Makhlouki   |